# Helvetica
Helvetica è un carattere tipografico creato nel 1957 da un'idea di Eduard Hoffmann, direttore della fonderia Haas di Münchenstein (Basilea), in Svizzera, e disegnato da Max Miedinger.

## Storia
Nel 1957 Max Miedinger lo disegna per la fonderia Haas, sviluppando quindi un nuovo carattere senza grazie per salvare l'azienda dall'imminente fallimento che di lì a poco sarebbe stato causato dal successo globale del carattere Akzidenz Grotesk, della concorrente stamperia H. Berthold AG. Incaricò Miedinger, un ex impiegato commerciale della Haas, e ora disegnatore freelance, di disegnare un set di caratteri senza grazie da aggiungere alla loro linea.
Il risultato fu dapprima denominato Neue Haas Grotesk, ma il nome fu successivamente cambiato in Helvetica (derivato da Helvetia, il nome latino per la Svizzera), quando le società tedesche Stempel e Linotype introdussero sul mercato la serie completa di caratteri nel 1961.
Introdotto nel bel mezzo di un'onda rivoluzionaria nel campo del lettering, la popolarità del carattere svizzero fece presto breccia nelle agenzie di pubblicità, molte delle quali vendettero questo nuovo stile di disegno ai loro clienti; l'Helvetica così comparve rapidamente nei marchi aziendali, nel signage per i sistemi di trasporto, nelle stampe d'arte ed in altri innumerevoli campi della comunicazione d'impresa.
Nel dicembre 1989, grazie all'intervento di Massimo Vignelli, l'Helvetica divenne il carattere tipografico ufficiale per l'intera segnaletica della città di New York, dalla metropolitana ai treni, dai cartelli stradali alle mappe della città, vincendo la sfida contro l'allora preferito Standard (Akzidenz Grotesk).
L'inclusione, nel 1984, nei caratteri di sistema Macintosh confermò la sua diffusione anche nella grafica digitale.

## Utilizzo
L'Helvetica ha riscontrato un particolare successo nel mondo della grafica e degli anni settanta. Caratteristica di questo carattere è la sua eleganza, unita ad un elevato grado di neutralità e di tecnicismo molto apprezzati dai grafici della scuola svizzera per le sue essenzialità, alta leggibilità e risolutezza formale.
Una vasta serie di aziende multinazionali e di marchi internazionali utilizzano l'Helvetica come carattere nel proprio logo (in alcuni casi con lievi variazioni). Tra queste sono da citare:
- 3M
- 3SDM
- Agfa
- Agip
- Alpinestars - (modificato/sostituito a fine 2020)
- American Airlines
- Amplifon
- Aprilia
- AT&T (1983-2005)
- BPER Banca
- Bank of America
- BASF
- Bayer
- Beiersdorf
- Beghelli
- Blaupunkt
- BMW
- BP
- Calzedonia
- Cassina
- Caterpillar
- ConEdison
- Def Jam
- Energizer
- Epson
- Evian
- FIAT (1968-2006)
- FIFA
- Fendi
- Geigy
- General Motors
- Greyhound Lines
- Harley-Davidson
- Henkel
- Hitachi
- Hoover
- Husqvarna
- Intel (1968-2005)
- Jeep
- Kappa
- Kartell
- Kawasaki
- Knoll
- LG
- Lufthansa
- Mattel
- MetLife (1964-2005)
- Microsoft
- Mitsubishi
- Motorola
- Muji
- Nestlé
- Olympus
- OMA
- Oral-B
- Otis
- OVS (dal 2010)
- Pan Am
- Panasonic
- Parmalat
- Saab
- Sanyo
- Sears
- Smeg
- Staples
- Superga
- Sisley
- Tamoil
- Target Corporation
- Tetra Pak
- The North Face
- ThyssenKrupp
- Toyota
- Tupperware
- Università degli Studi Roma Tre (dal 2024)
- Verizon
- WhatsApp
- Ferrovie Federali Svizzere

Viene inoltre largamente impiegato nell'industria chimica e farmaceutica, ed è stato scelto anche dalla NASA per la dicitura "United States" sullo Space Shuttle e dalle Forze dell'Ordine italiane per le diciture "Polizia" sulle divise e "Carabinieri" sulle divise e sugli automezzi.
Veniva anche usato tra il 1993 e il 1997 per l'immagine d'antenna sull'uomo mascherato della TSI.

## Critiche e apprezzamenti
Nel corso degli anni, l'Helvetica ha ricevuto critiche. In particolare i designer di fama internazionale Erik Spiekermann, Stefan Sagmeister e David Carson, accusano il carattere di essere noioso, freddo, impersonale, e ormai troppo inflazionato nel campo del design. Tuttavia il carattere ha ricevuto apprezzamenti dalla maggior parte degli addetti ai lavori.
Uno dei suoi più grandi estimatori è Wim Crouwel, il quale ricorda così la sua prima impressione alla comparsa del carattere nei primi anni sessanta: «Helvetica fu un grande salto dal XIX secolo... Ci impressionò molto per la sua neutralità, parola che amavamo molto. Perché in alcuni casi il carattere deve essere neutrale, non deve portare un significato intrinseco nel suo aspetto. Il significato deve uscire dal testo, non dal carattere tipografico»

## Omaggi
- Helvetica ha ispirato il grafico italo-olandese Bob Noorda per la realizzazione del carattere Noorda utilizzato per la segnaletica e allestimento della metropolitana milanese, progettata nel 1964.
- Nel 2007 la Plexifilm Productions realizza il documentario Helvetica, diretto da Gary Hustwit e distribuito direct-to-video in DVD. Il documentario è dedicato alla storia del carattere e al suo impatto nella cultura popolare.
- Nel 2015 Tommaso Labranca e Luca Rossi, tramite la loro casa editrice ventizeronovanta e in collaborazione con la Casa d'Arte Miller di Capolago, che ha sede nella stessa palazzina dove aveva sede la Tipografia Elvetica, danno vita alla rivista Tipografia Helvetica, il cui nome è un omaggio alla casa editrice ottocentesca e al carattere tipografico Helvetica. La rivista cesserà le pubblicazioni nel settembre 2016, poco dopo la morte di Tommaso Labranca, con un numero speciale a lui dedicato.